# Preciziei
Preciziei is een metrostation in Boekarest, bediend door lijn 3 van de metro van Boekarest. Preciziei ligt in het zuidwesten van Boekarest in de wijk Militari, onderdeel van Sector 6. Het metrostation werd op 19 augustus 1983 geopend, samen met de andere stations van dit westelijk deeltraject van metrolijn 3 en vormt de westelijke terminus van de lijn. Het volgende station oostwaarts op de lijn is Păcii.
Het station ligt in een industriepark waarin onder meer een vestiging van Urbis en een fabriek van Coca-Cola zijn gevestigd. De eerste naam van het station van 1983 tot juli 2009 was Industriilor, verwijzend naar dit industriepark. De huidige naam van het station verwijst naar de Precizieilaan, waaronder het station is gelegen. De naamswijziging kwam tot stand samen met de naamswijziging van een heleboel andere stations van de metro van Boekarest.  Specifiek voor dit station was naast bestuursinput ook een volksraadpleging georganiseerd.
Het station heeft een ondergronds eilandperron. Bovengronds biedt het metrostation aansluiting op het tramnet met een halte bediend door de tramlijnen 8, 25 en 35.